# ロボットレストラン

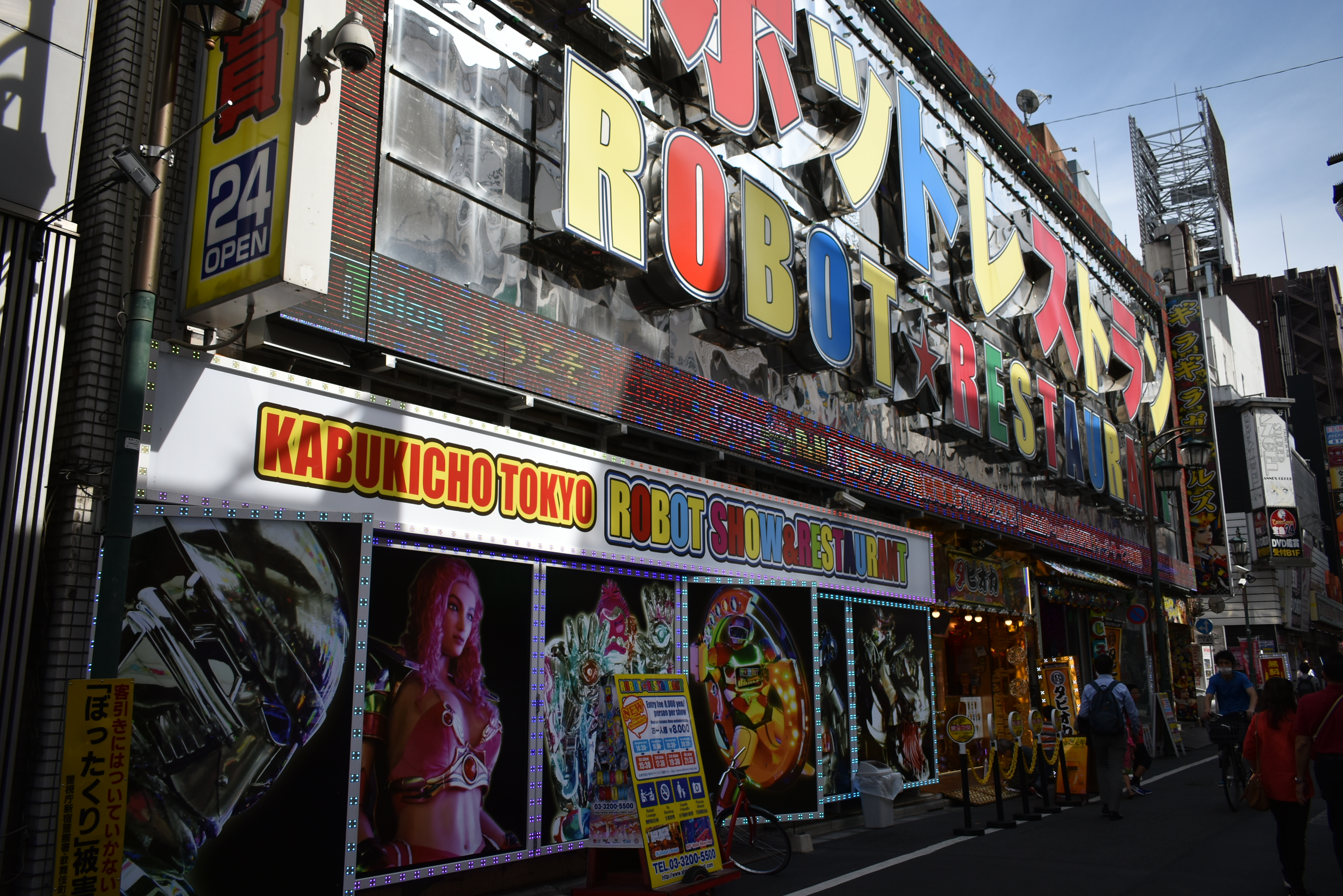
公道から外観を見る（2019年6月4日撮影）

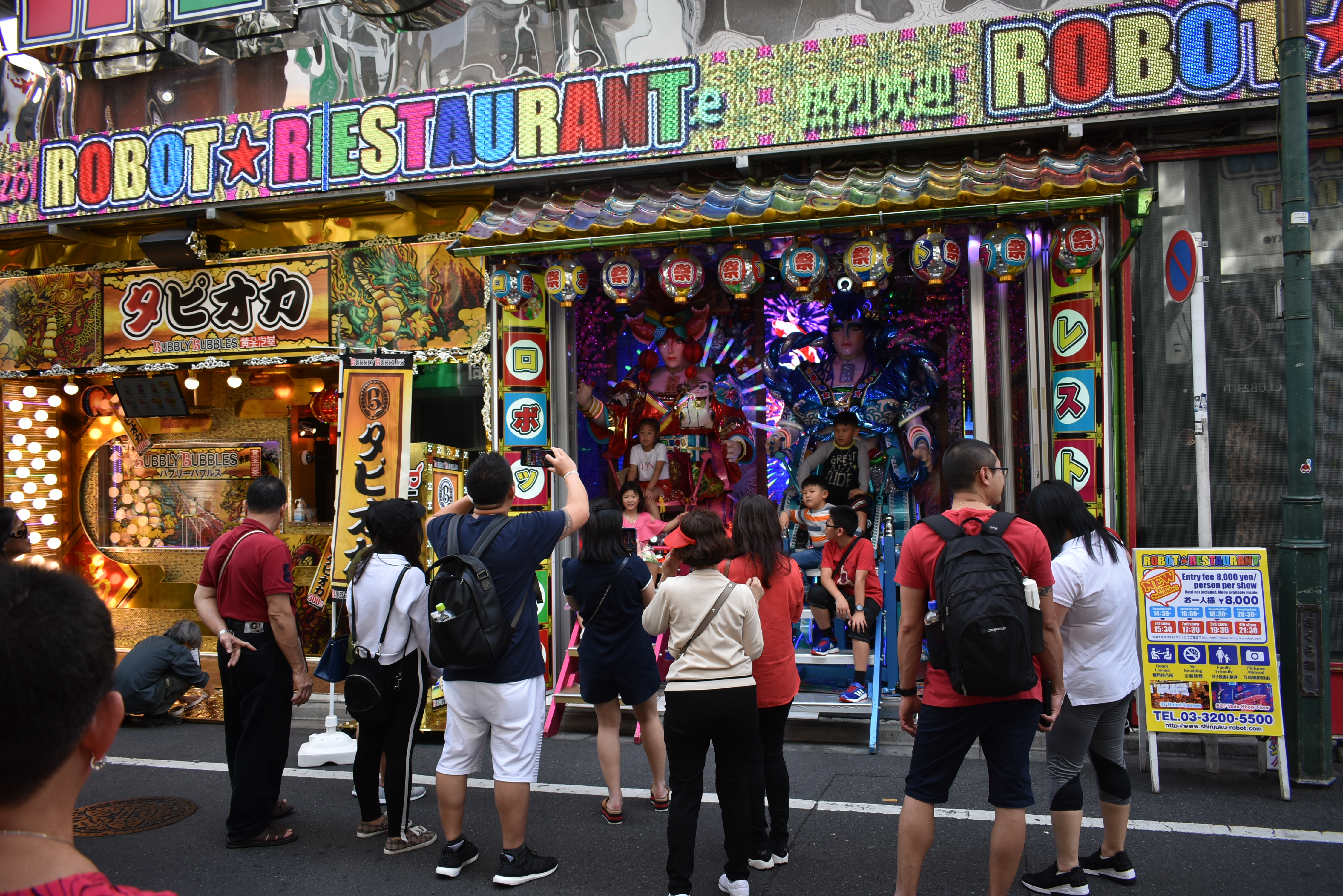
エントランス周り（2019年6月4日撮影）

ロボットレストランは、株式会社ロボットレストランによって運営され、東京都新宿歌舞伎町に所在しているエンターテインメントショー施設である。

## 概説
2012年7月オープンした当初は「サラリーマンを活気づける」をテーマとし、新宿のサラリーマンをターゲットにして、過激な衣装を身にまとった女性ダンサーとロボットによるショーを行っていたが、アンソニー・ボーディンの来店を皮切りにハリウッド映画監督のティムバートンやJ・J・エイブラムスが訪れ、その後も数多くの海外著名人が訪れるようになった。
そこからSNSなどで噂が広まり、外国人観光客の増加に繋った。今ではターゲットを外国人観光客にシフトし、和の要素も多く含んだショーも行っている。なお、広告塔としてマスコットキャラクター「ロボ子」が店頭に常設されている。
ヘアメイクをメイクアップアーティストの冨沢ノボルが担当しており、そのフォトジェニックな外観から店頭は常に外国人観光客で賑わっていた。
しかし、新型コロナウイルス感染拡大の影響により、2020年3月2日から3月8日まで臨時休業。その後再開するも、3月28日には再び臨時休業。当初は4月12日まで休業とされていたが、それ以降も休業状態にあり
、2021年9月4日現在に至るまで営業再開していない。2021年4月には同店の看板が撤去された。

## 施設概要
- 総工費：100億円
- 開業日：2012年7月18日
- 総席数：192席
- 営業時間：10時から22時（コールセンター）
- 公演回数 : 1日3公演から5公演（日による）
- 公演時間 : 1時間30分

### 年間来場者数
- 24,100人（2012年）
- 69,500人（2013年）
- 110,000人（2014年）
- 147,053人（2015年）
- 158,615人（2016年）
- 185,170人（2017年）
- 208,996人（2018年）

## 沿革
- 2012年
  - 7月18日   「ロボットレストラン」オープン。当時座席数40席、定価3000円でスタート。
  - 7月28日   座席数を60席に増設。
  - 10月13日 座席数を90席に増設。
- 2013年
  - 3月1日     座席数を100席に増設。
  - 10月10日 ロボットレストラン3Fを無料待合所としてオープン。
  - 11月16日 座席数を120席に増設。
  - 12月1日   WEB予約開始。
  - 12月13日 132席に増設。
- 2014年
  - 2月8日    WEB予約のクレジット決済開始
    - ヒルトン東京ホテル会場にてロボットイベント開催。
    - Cool Japan（経済産業省）マッチンググランプリ全国大会1位獲得。
    - Cool Japan Project（経済産業省）「東京のクリエイティブ100選」入選。

  - 4月1日    定価6000円に変更。
  - 5月某日   日本政府観光局（JNTO) 賛助会員となる。
  - 6月某日   東京観光財団（TCBV）賛助会員となる。
  - 7月某日   日本観光振興協会　賛助会員となる。
  - 7月某日   Trip Advisor「外国人に人気のスポット2014」全国14位入賞。
  - 9月某日   JATA Tourism EXPO Japan 2014 出展。
  - 11月某日 台北国際旅展2014にてベストパフォーマンス賞受賞
  - 12月某日 ヒルトンワールドワイド世界会議にてCEOと共演。
  - 12月3日  「2014台北国際旅展」（ITF、台北旅行博）出展。
- 2015年
  - 1月16日  156席に増設。
  - 1月19日  定価7000円に変更。
  - 1月某日   Expedia テレビCMにてロボットレストラン使用。
  - 2月某日   日本コンシェルジュ協会イベント参加。
  - 3月3日    164席に増設。
  - 3月30日  172席に増設。
  - 8月29日   第34回浅草サンバカーニバルで「テーマ・サンバリーグ」（スポンサー出場枠）として初参加[7]。
  - 9月25日  「VISIT JAPAN トラベルマート 2015」参加。
  - 某日　　  Trip Advisor「エクセレンス認証2015」認定。
- 2016年
  - 1月22日  180席に増設。
  - 8月27日   第35回浅草サンバカーニバルに「テーマ・サンバリーグ」で、2年連続出場。
- 2018年
  - 5月28日  LGBT-Allyサミット出展。
  - 8月31日  マスコットキャラクター「ロボ子」リニューアルお披露目式。ヘアメイクに冨沢ノボルが担当。
- 2020年